# Max Fabiani
Maximilian Fabiani, ou Max Fabiani como é mais conhecido (Komen, 29 de abril de 1865 — Gorizia, 18 de agosto de 1962) foi um arquiteto italiano da região de Gorizia.
Junto com Ciril Metod Koch, outro arquiteto esloveno, introduziu a arquitetura Art Nouveau na Eslovênia.

## Biografia
Max Fabiani nasceu em uma família de origem friulina na vila de Kobdilj próximo a Štanjel, no planalto de Kras, então pertencente à província austro-húngara de Gorizia e Gradisca. Nascido em uma família rica, Fabiani teve ótima educação, aprendendo italiano, esloveno (estas faladas em sua região) e alemão.
Ele estudou as matérias básicas na casa de seu pai, e depois se mudou para Ljubljana, onde estudou na Realschule desta cidade, vindo assim a aprender alemão, como já anteriormente citado. Ao completar seus estudos em Ljubljana, mudou-se para Viena, onde estudou vários cursos voltados para a arquitetura na Technische Hochschule. Após seu diploma em 1889, uma bolsa de estudos ganha lhe permitiu viajar por três anos (1892-1894) pela Ásia Menor e pela Europa. Ao retornar à Viena ele começou a trabalhar no escritório de Otto Wagner, onde seu talento para fazer planos urbanos se mostrou. Fabiani trabaçhou com Wagner até o fim do século, assim como seu contemporâneo, Jože Plečnik.
O primeiro grande projeto de Max Fabiani foi o novo plano urbano de Ljubljana (1896), para reconstruir esta cidade que havia sido destruída em parte por um terremoto no ano anterior. Fabiani venceu um concurso da prefeitura, ainda que já fosse o favorito desde o início, por ser em parte considerado esloveno. Muitos dos prédios construídos nesse plano ainda estão sendo usados, como o Palácio Mladika, atualmente sede do Ministério de Relações Exteriores da Eslovênia.
Em 1917, após vários projetos bem-sucedidos, Fabiani começou a ensinar na Universidade de Viena, e foi convidado em 1919 a lecionar na recém fundada Universidade de Ljubljana, oferta prontamente recusada. Após algum tempo, Maximilian mudou-se para Gorizia que fora recentemente anexada ao Reino da Itália, o que o tornava oficialmente um cidadão italiano. Nos anos 20, ele se ocupou com obras de restauro de prédios destruídos na primeira guerra.
Em 1935, ele aceitou o cargo de prefeito de Štanjel pelo Partido Fascista da Itália. Quando a II Guerra estourou, ele usou de seu conhecimento político para salvar algumas de suas obras de batalhas. Próximo ao final da guerra, Maximilian mudou-se novamente para Gorizia, onde viveu até sua morte em 1962.

## Principais Obras
- Planta de Reconstrução de Ljubljana (1895)
- Palácio de Mladika, Ljubljana (1896)
- Palácio Portoix & Fix, Viena (1898)
- Palácio Artaria, Viena (1900)
- Narodni Dom, Trieste (1904)
- Palácio Urania, Viena (1910)
- Planta de Reconstrução de Gorizia (1921)
- Plano Geral de desenvolvimento de Veneza (1952)

## Galeria

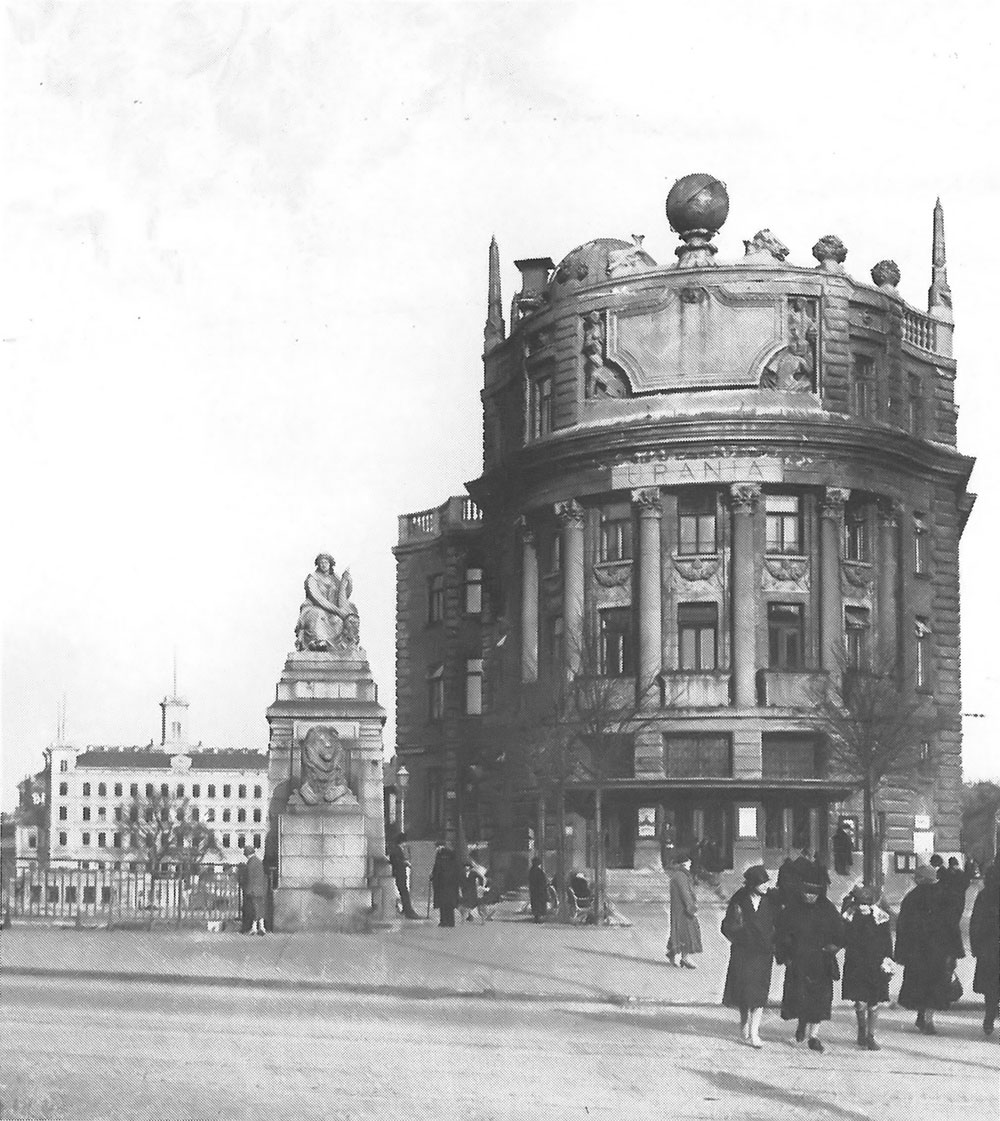
Palácio Urania, em Viena, construído para abrigar a escola de nome homônimo
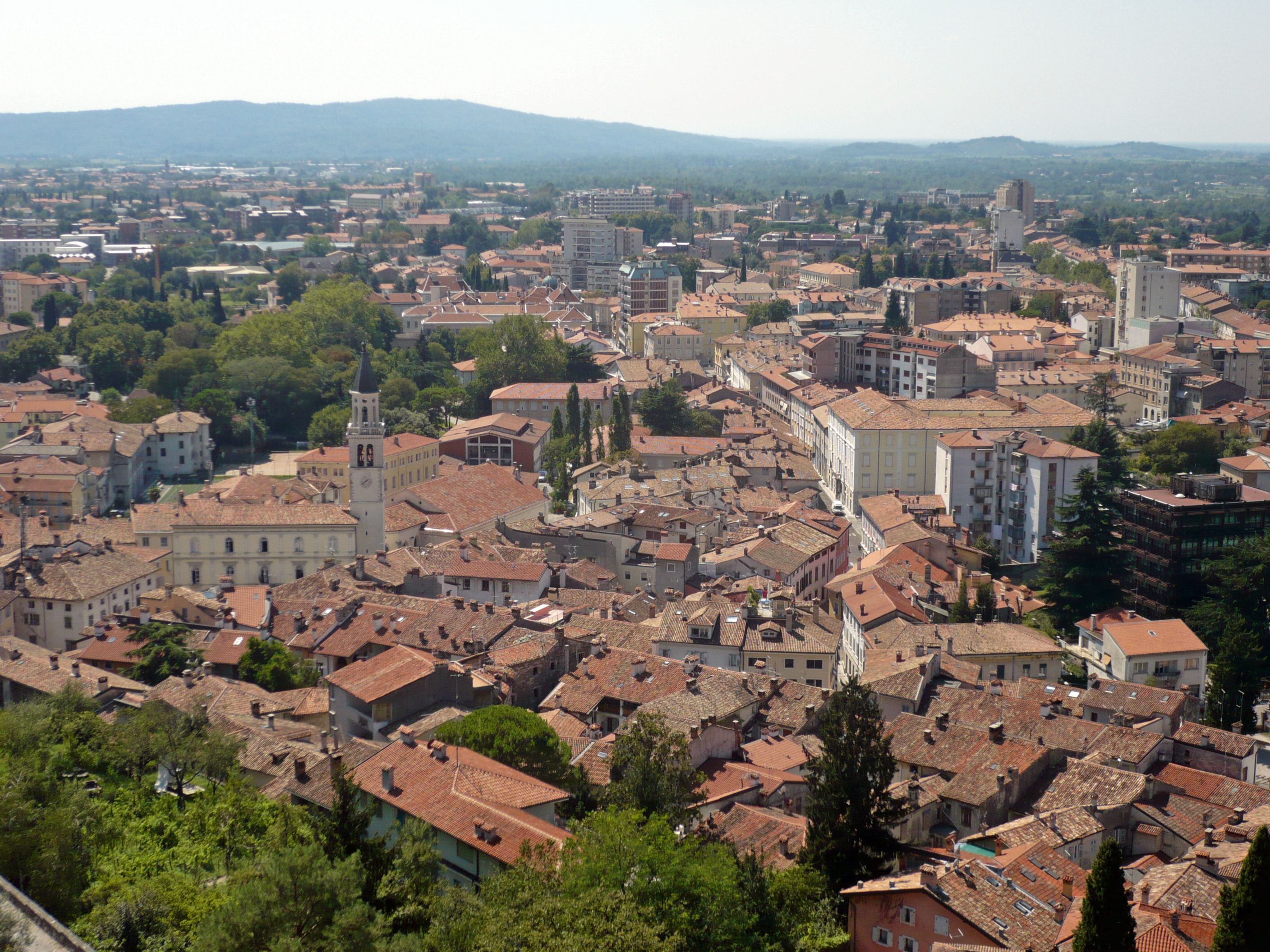
Cidade de Gorizia, a última moradia de Max Fabiani